# خانه ابریشمی
خانه ابریشمی کاشان مربوط به اواسط دوره قاجار است و در کاشان، محله سلطان امیر احمد، خیابان علوی، کوچه ترک آباد واقع شده و این اثر در تاریخ ۵ آذر ۱۳۸۰ با شمارهٔ ثبت ۴۲۵۶ به‌عنوان یکی از آثار ملی ایران به ثبت رسیده‌است.